# Panometer Dresden
A Panometer Dresden („Drezdai Panométer”) kiállítási épület Németországban, Drezda városában. 2006 óta Yadegar Asisi állítja ki itt hatalmas panorámaképeit; ez a második, gazométerből kialakított kiállítóépülete a Panometer Leipzig után. A panométer szót Asisi alkotta a panoráma és gazométer (gáztartály) szavakból.
2015 óta a művész két drezdai témájú képe tekinthető meg itt féléves váltásban: a barokk kori Drezda és a II. világháborús pusztítás utáni város panorámája.

## Az eddigi kiállítások
Itt található a Panometer eddig kiállított panorámáinak listája. A panorámák részletesebb leírása Yadegar Asisi cikkében szerepel.
- 2006–2011: Drezda, 1756
- 2011–2012: Róma 312
- 2012–2014: Drezda – A barokk királyi város legendája (a Drezda, 1756 átdolgozott változata)
- 2015: Drezda 1945 – Egy európai város tragédiája és reménye, 2015 óta

## Galéria

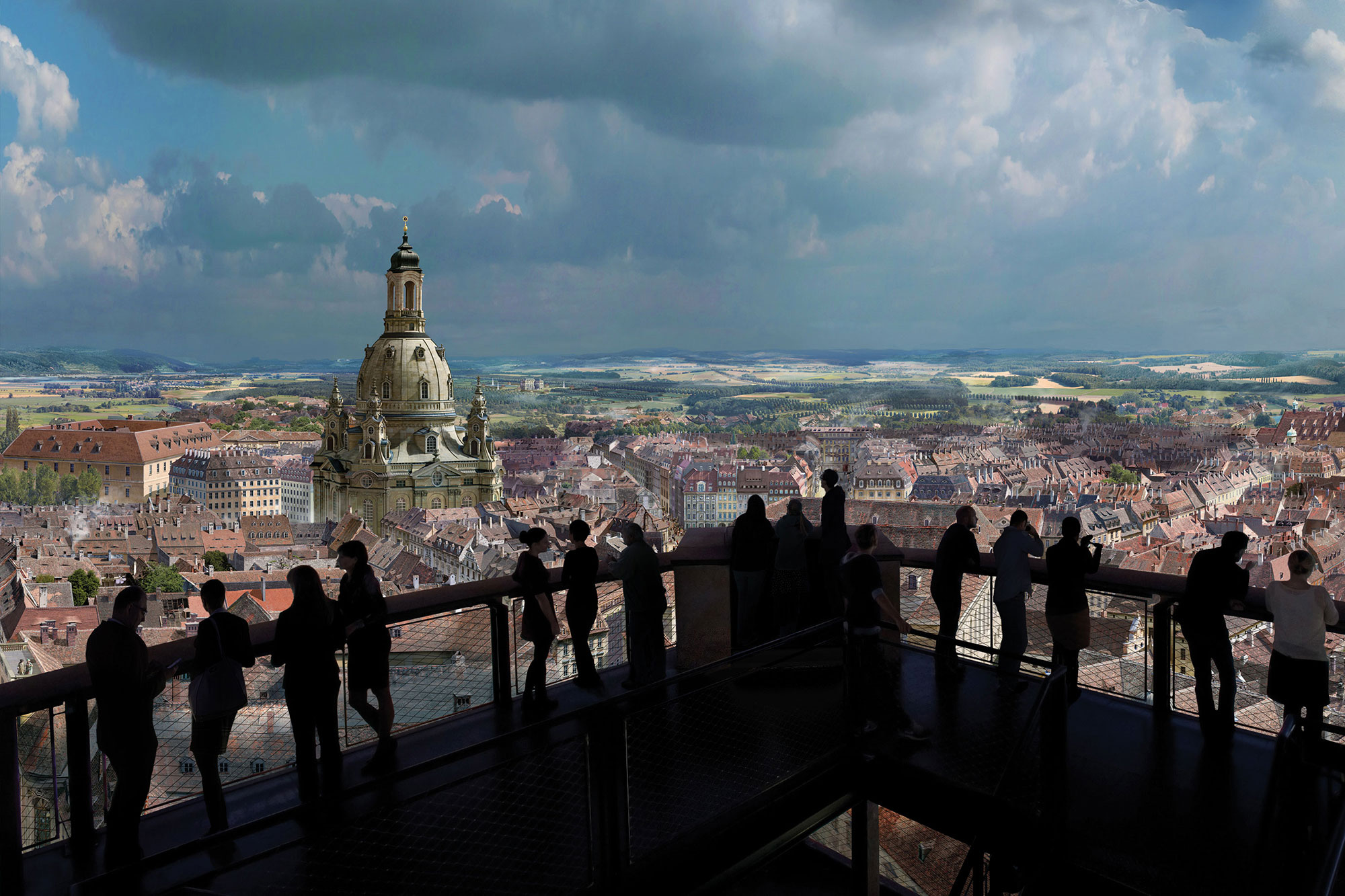
A barokk Drezda
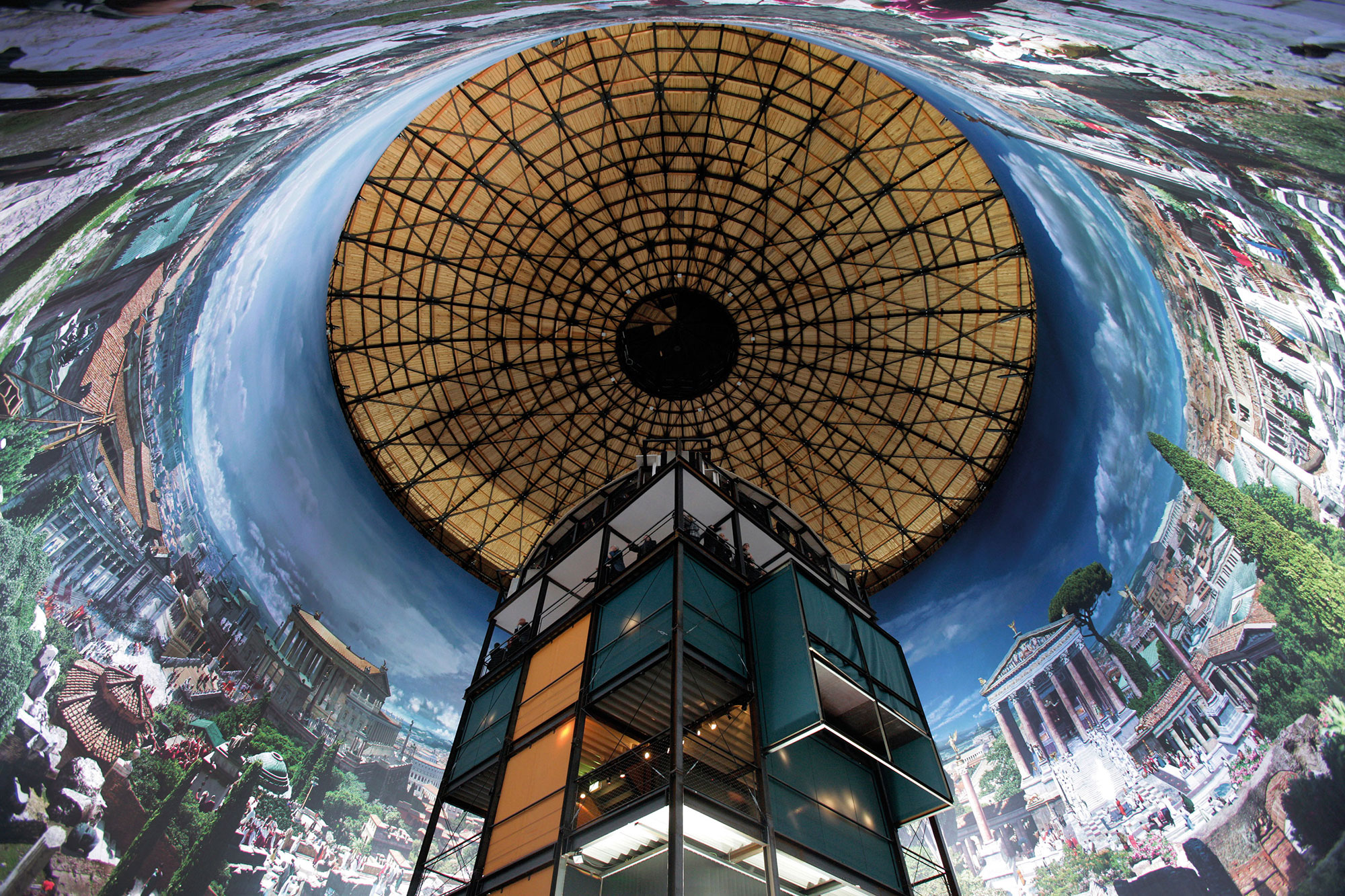
Róma 312
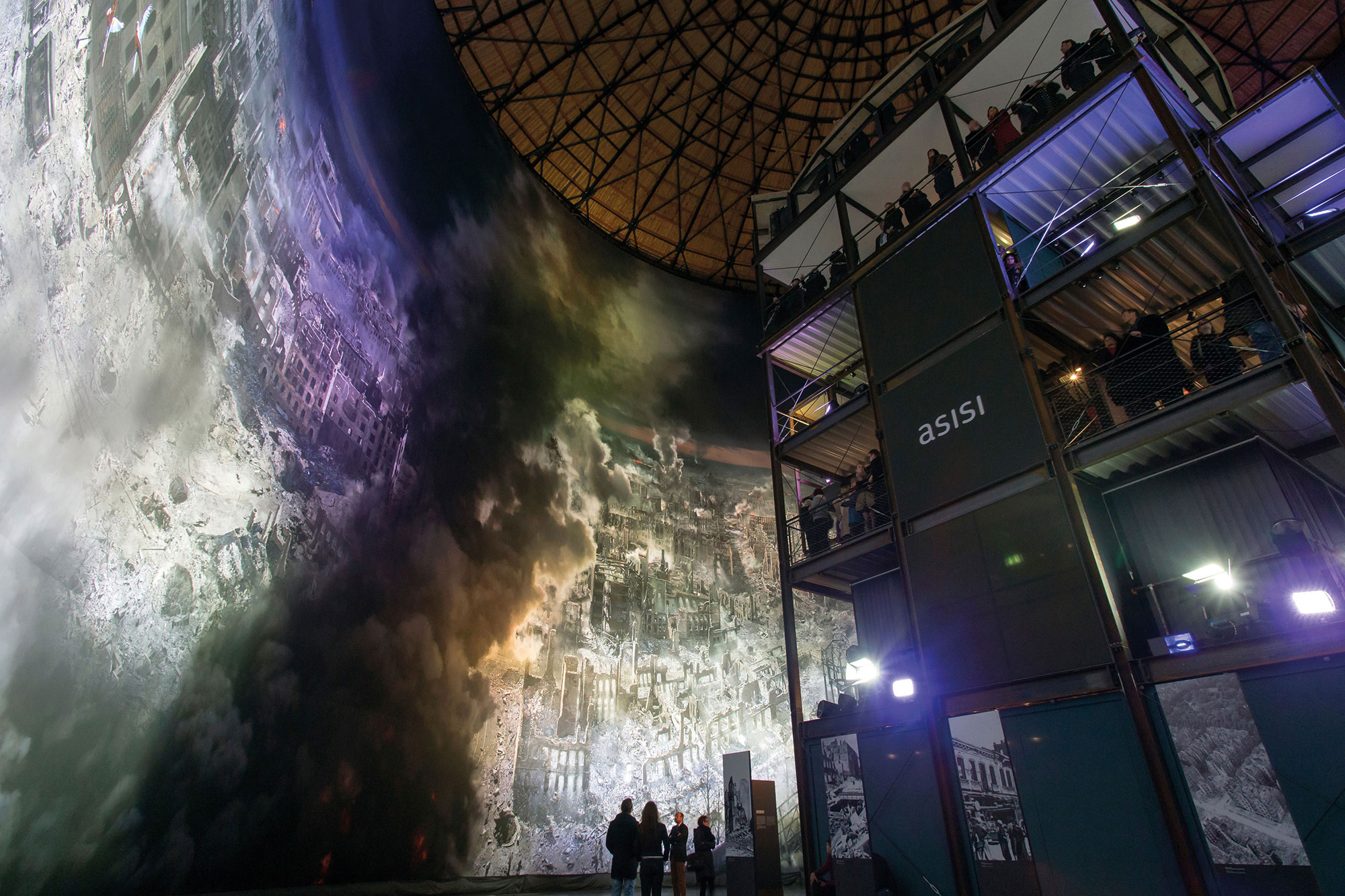
Drezda, 1945

## Fordítás
- Ez a szócikk részben vagy egészben  a   Panometer Dresden című német Wikipédia-szócikk ezen változatának fordításán alapul.  Az eredeti cikk szerkesztőit annak laptörténete sorolja fel. Ez a jelzés csupán a megfogalmazás eredetét és a szerzői jogokat jelzi, nem szolgál a cikkben szereplő információk forrásmegjelöléseként.

## Külső hivatkozások
- Hivatalos oldal
- www.asisi.de